# Eugène Abot
Eugène Michel Joseph Abot, né le 1er janvier 1836 à Malines (Belgique) et mort le 1er avril 1894 à Paris, est un peintre, graveur et illustrateur français.

## Biographie
Né de parents français, élève de Léon Gaucherel, Abot a gravé au burin, pour Goupil des interprétations de peintres contemporains. Plus tard, il abandonne le burin pour l'eau-forte, entre autres pour Edmond Sagot.

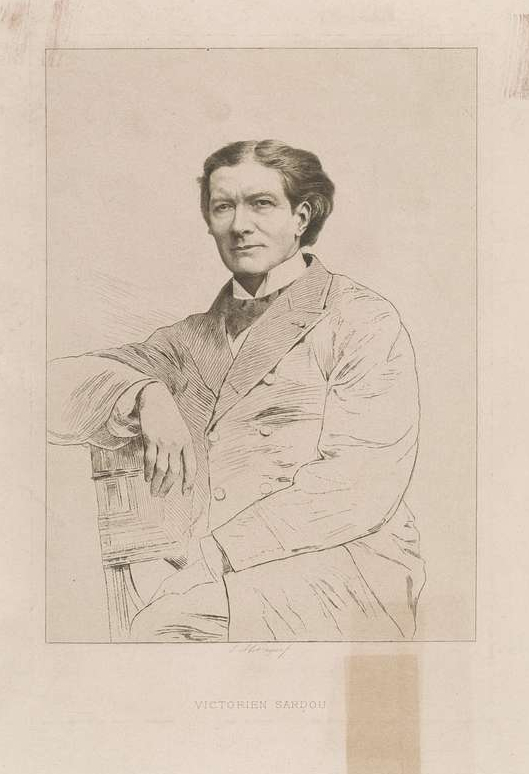
Portrait de Victorien Sardou par Eugène Abot (ca. 1860).

Il travaille également pour la revue L’Estampe, journal artistique fondé par Charles Chincholle, L'Art et la Gazette des beaux-arts, et à partir de 1876, pour la Société des amis du livre. Parmi ses autres contributions à des éditeurs d'ouvrages de bibliophilie, on compte la Maison Quantin et Léon Conquet.
Il expose au Salon de Paris à partir de 1877, puis au Salon des artistes français, régulièrement, jusqu'en 1894 ; plusieurs fois distingué, il devient membre de la société de ce salon. Ces productions sont principalement des eaux-fortes, dont un grand nombre de portraits. Sa dernière adresse est mentionnée au 5 de la rue de Condé,.

## Ouvrages illustrés

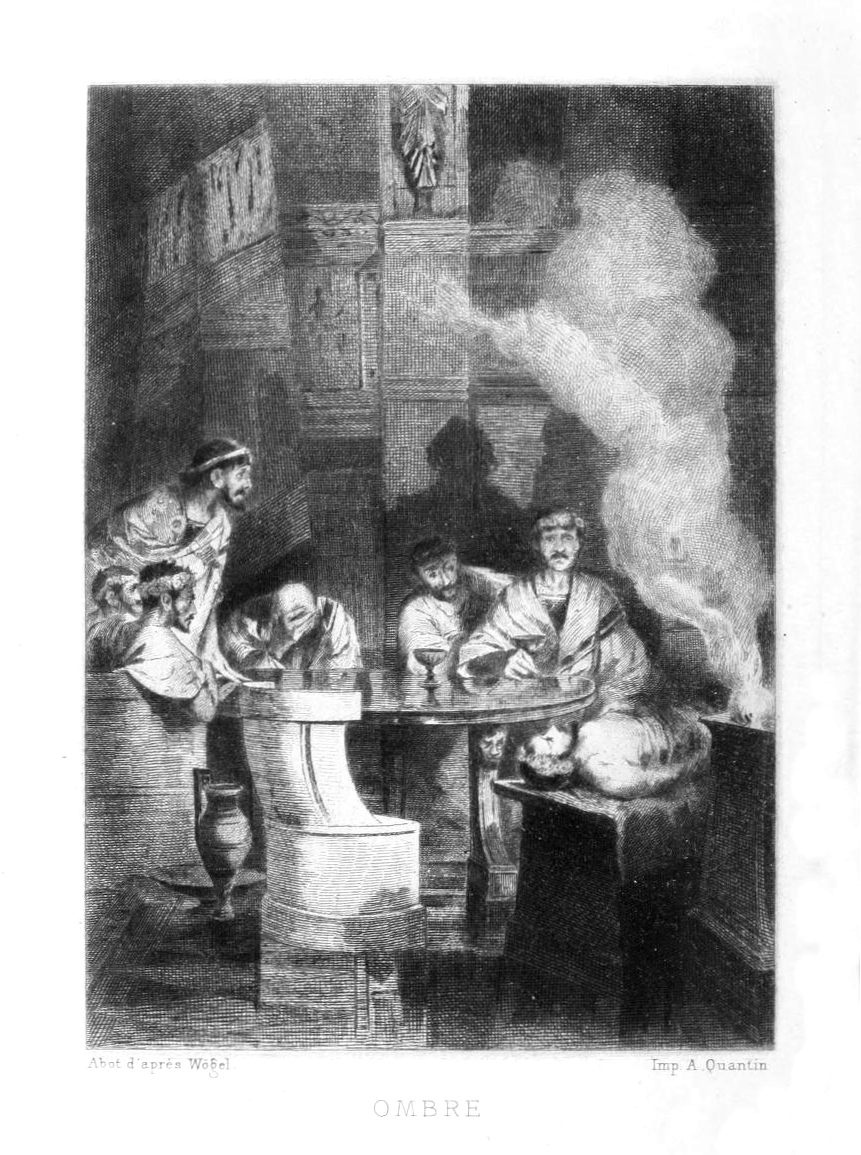
Eau-forte pour Histoires extraordinaires (1884).

- Théophile Gautier, Mademoiselle de Maupin gravure d'après un médaillon de David d'Angers, G. Charpentier et Cie, 1880.
- Louis de Fourcaud, Figures d'artistes : Léontine Beaugrand, eau-forte, Paul Ollendorff, 1881.
- Auguste Thurner, Les reines du chant, avec un fronstipice de Géry-Bichard, Hennuyer, 1883.
- Alphonse Daudet, Fromont Jeune et Risler Aîné, dessins de Jules-Louis Massard, d'après les dessins d'Émile Bayard, Louis Conquet, 1885.
- Le monument de Alexandre Dumas, œuvre de Gustave Doré : discours prononcés devant le monument le jour de l'inauguration, poésies récitées le même jour, avec un portrait de Gustave Doré gravé par Léopold Massard, Librairie des bibliophiles, 1884.
- Edgar Poe, trad. de Charles Baudelaire, Histoires extraordinaires, eaux-fortes d'après Wögel, Maison Quantin, 1884.
- Étienne Béquet, Marie, ou le Mouchoir bleu, notice littéraire par Adolphe Racot, six compositions par Henri de Sta, L. Conquet, 1884.
- Charles Gueullette, Répertoire de la Comédie-française, portraits gravés, Librairie des Bibliophiles, 1885-1892.
- Jules de Goncourt, Lettres, eau-forte d'après un émail de Claudius Popelin, G. Charpentier, 1885.
- Gustave Flaubert, Madame Bovary : mœurs de province, douze compositions par Albert Fourié ; gravées avec Daniel Mordant, Maison Quantin, 1885.
- Honoré de Balzac, Le Père Goriot, eaux-fortes d'après Albert Lynch, Maison Quantin, 1885.
- Beaumarchais, Le Barbier de Séville, 5 eaux-fortes d'après Edmond Eugène Valton, Maison Quantin, 1887.
- Catulle Mendès, Le Châtiment, drame en vers, Dentu, 1887.
- Guy de Maupassant, Le Rosier de madame Husson, eaux-fortes d'après Jules Habert-Dys, Maison Quantin, 1888.
- Paul de Fondguilhem, Le Général Séré de Rivières, eau-forte, E. Dentu, 1889.
- Prosper Mérimée,  Chronique du règne de Charles IX, eaux-fortes d'après Édouard Toudouze, Éditions Émile Testard, 1890.
- Ludovic Halévy, Guignol, avec un frontispice gravé par Pierre-Eugène Vibert, Lyon, Société des amis des livres / Paris, A. Lemerre, 1891.
- Joseph Périer, Laurence Grivot, C. Delagrave, 1891.
- Alfred de Musset, La Confession d'un enfant du siècle, 10 eaux-fortes d'après Paul-Léon Jazet, Librairies-imprimeries réunies, 1891.
- Portraits de bibliophiles célèbres, préfacé par Victor Mercier, incluant 88 eaux-fortes, Société des amis des livres, 1899, avec Rodolphe Piguet, Paul Victor Avril et Gaston Manchon.
- Hippolyte Buffenoir, Les beaux jours de la vie : poésies complètes, eau-forte, Albert Messein, 1914.